# Christopher J. Waller
Christopher J. Waller, född 1959, är en amerikansk docent, professor, nationalekonom, företagsledare och statstjänsteman.

## Biografi
Waller avlade kandidatexamen vid Bemidji State University och master och filosofie doktor vid Washington State University i nationalekonomi.
Waller har tidigare bland annat varit docent och forskarassistent i nationalekonomi samt chef för avancerade studier vid Indiana University; docent vid Bonns universitets Center for European Integration Studies; professor och ordförande för Macroeconomics and Monetary Economics vid University of Kentucky samt docent vid University of Notre Dames Kellogg Institute for International Studies och professor och ordförande för deras fakultet för nationalekonomi. Han har även varit exekutiv vicepresident och chef för forskning vid Federal Reserve Bank of Saint Louis.
Han är ledamot i styrelsen för USA:s centralbankssystem Federal Reserve System sedan den 18 december 2020 efter att han utnämndes till det av USA:s president Donald Trump.